# Valpolicella
Valpolicella (v místním dialektu Valpolexèla) je kopcovitý region v severní Itálii. Má rozlohu 240 km² a leží v Benátsku mezi městem Verona a Gardským jezerem. Protéká jím řeka Adiže. Největším městem je Negrar, dalšími významnými sídly jsou San Pietro in Cariano, Pescantina, Fumane a Marano di Valpolicella.
Název pochází z latinského výrazu vallis pulicellae („údolí říčních nánosů“). Valpolicella je také známá jako „perla Verony“. Původními obyvateli byli Arusnatové, kteří jsou pokládáni za příbuzné Etrusků. Od druhého století před naším letopočtem byla oblast římskou državou.
Oblast je známá především díky vinařství, pro které je zde ideální půda a klima. Zdejší vína mají od roku 1968 označení Denominazione di origine controllata. Převládají červená vína z odrůd Corvina, Corvinone, Rondinella a Molinara, která se většinou konzumují mladá. Vyrábí se zde také dezertní víno Recioto a Amarone ze sušených hroznů. Pěstují se zde i broskve, třešně, fíky a granátová jablka. Významná je těžba načervenalého mramoru, z něhož jsou postaveny mnohé veronské paláce. Tradičním místním řemeslem je výroba nábytku.